# Благотворителност
Благотворителността или благодетелството е социална дейност, свързана с предоставяне на материална и парична помощ на нуждаещи се хора или на обществото като цяло, извършване на дарителство и други добри дела.
Благотворителната дейност може да е насочена към постигане на идеална или обществено значима цел или друго идеално достижение.
Лице, което се занимава с благотворителност се нарича благодетел – който върши или е направил на някого благодеяния.
Благотворителността е наричана с остарялата езикова форма благодетелност.

## Известни благотворители в България
- Братята Евлоги Георгиев и Христо Георгиев
- Димитър Кудоглу

## Световни примери за благотворителност
- Пеги Гугенхайм

## В книжовния език
| „ | Евлоги и Христо Георгиеви, са известни по-късно с голямата си благотворителност и със значителната си политическа активност. Н. Ферманджиев, РХ, 180-181. | “ |